# Spoum
Le spoum est un dessert glacé, d’origine anglaise. Il a une consistance de mousse. On le retrouve dans l’œuvre d’Alexandre Dumas, dans les Huit menus dressés par Adolphe Dugléré du Café Anglais.